# Bruce Palmer
Bruce Palmer, född 9 september 1946 i Toronto, Ontario, död 1 oktober 2004 i Belleville, Ontario, var en kanadensisk musiker (basist).
Sin musikaliska karriär inledde Palmer i tonåren när han spelade i flera olika band, däribland Robbie Lane & The Disciples, Jack London & The Sparrows (som senare kom att bli Steppenwolf) och The Mynah Birds. I det sistnända bandet ingick även Neil Young.
När The Mynah Birds splittrades begav sig Young och Palmer till Los Angeles för att ta kontakt med Stephen Stills, en folkmusiker som Young spelat tillsammans med ett par år tidigare. Tillsammans med Richie Furay och Dewey Martin bildade kvintetten Buffalo Springfield. Gruppen släppte tre album åren 1967-68 och upplöstes därefter. Palmer lämnade emellertid gruppen redan 1967 då han vid upprepade tillfällen arresterats för droginnehav.
Efter Buffalo Springfield hoppade Palmer in som basist i olika konstellationer. 1971 släppte han sin första och enda soloskiva The Cycle Is Complete.
1996 valdes han in i Rock and Roll Hall of Fame tillsammans med de tidigare kollegorna i Buffalo Springfield.
Palmer avled av en hjärtattack den 1 oktober 2004. 